# Partit Democràtic de Nova Zelanda pel Crèdit Social
El Partit pel Crèdit Social (en anglès: New Zealand Social Credit Party), abreviat habitualment com a Socred, fou un partit polític neozelandès. Es basava en la idea del crèdit social va ser el tercer partit a la Cambra de Representants entre els 50 i 80.
El partit es va donar de baixa del registre el 28 de febrer de 2023, després de la mort del seu líder Chris Leitch a principis de 2023.

## Resultats electorals
| Any       | Vots                         | %                            | Escons                       |                              |
| --------- | ---------------------------- | ---------------------------- | ---------------------------- | ---------------------------- |
| 1987      | 105.091                      | 5,7%                         | 0                            |                              |
| 1990      | 30.455                       | 1,67%                        | 0                            |                              |
| 1993-1999 | Part de l'Aliança            | Part de l'Aliança            | Part de l'Aliança            | Part de l'Aliança            |
| 2002      | Part del Partit Progressista | Part del Partit Progressista | Part del Partit Progressista | Part del Partit Progressista |
| 2005      | 1.079                        | 0,05%                        | 0                            |                              |
| 2008      | 1.208                        | 0,05%                        | 0                            |                              |
| 2011      | 1.714                        | 0,08%                        | 0                            |                              |

## Líders
|   | Líder              | Termini   |
| - | ------------------ | --------- |
| 1 | Bruce Beetham      | 1985-1996 |
| 2 | Neil Morrison      | 1986-1991 |
| 3 | John Wright        | 1991-2001 |
| 4 | Grant Gillon       | 2001-2002 |
| 5 | Stephnie de Ruyter | 2002-     |

## Presidents
| Nom               | Termini         |
| ----------------- | --------------- |
| Stefan Lipa       | 1985-1987       |
| Neville Aitchison | 2000-2013       |
| John Pemberton    | 2013-actualitat |